# 由良号轻巡洋舰
由良号轻巡洋舰（日语：／ Yura ?）是日本帝國海軍的二等巡洋舰（轻巡洋舰），为长良级4号舰，属于5500吨级巡洋舰的第二批次之一。建成后本舰长期作为水雷战队旗舰而服役，并参与了太平洋战争。1942年，由良在聖克魯斯群島戰役中遭受美军空袭沉没，成为日本海军在太平洋战争中第一艘损失的轻巡。
本舰舰名来源于注入若狹灣的由良川。此外，虽然在战后海上自卫队也有叫做“由良”的军舰（由良级登陆舰首舰由良），但海自的登陆舰舰名并非来源于由良川（从而并非直接继承于本舰舰名），而是得名于由良半岛。

## 设计和概述
1919年（大正8年）-1920年（大正9年），日本海军根据《八四舰队完成案》，相继下达了6艘5500吨级巡洋舰的订单。这6艘新轻巡是在原有的球磨級輕巡洋艦的基础上稍加修改而成。日本海军原本有自己的一、二等巡洋舰划分规则，但随着日本政府签署《伦敦海军条约》，日本海军亦根据条约重新制定了海军舰艇等级（条约定义巡洋舰的排水量在1850吨至1万吨以内，其中舰炮口径大于5英寸（127）、小于6.1英寸（155）者分为轻巡洋舰），由良等一大批5500吨级巡洋舰因此划入轻巡洋舰之列。
本舰长162.15米、宽14.17米、平均吃水4.80米，标准排水量5,170吨、常备5,570吨，基本设计与球磨级完全相同。舰上装备12座舰本式锅炉，推动4座技本式蒸汽轮机，设计时速36節（66.7每小時），但平时航速一般在35節（64.8每小時）。理论续航能力为5,000海里（9,300）/14節（25.9每小時），不过最大航程可以达到6,000海里（11,000）/14節（25.9每小時）。因为本级舰艇数目较多，有时会在同一战队内出现数艘姊妹舰，日本海军后来在由良的烟囱上涂上白线以示区别。
火炮方面，本舰完全是一艘标准的5500吨级巡洋舰的配备。主炮为7门三年式140毫米单装炮，最大仰角25度，最大射程1万7500米。其中舰艏上甲板中部两门、后部射击指挥所附近一门、后桅前两门；另有两门分别位于主桅左右舷侧位置。鱼雷方面，本舰因预定作为水雷战队旗舰服役，装备有强大的鱼雷火力，拥有4座八年式610毫米双联装鱼雷发射管，分别安装在一号烟囱前方以及三号烟囱后方的左右位置。全舰配备16枚八年式2号鱼雷，重2.4吨，27節（50.0每小時）航速下射程大于2万米，38節（70.4每小時）的最大航速也依然能达到1万米。本舰还拥有水雷投放能力，原本配备112颗水雷，1934年改为威力更大的九三式水雷，装载量则相应减少为56颗。
本舰在罗经舰桥下方设有机库，可以搭载一架飞机。本舰新建成时，在二号炮塔上方安设有固定的滑行平台，与机库相连，但会对二、三、四号火炮的前向射界有一定影响。后来改装时有关方面拆掉了这座滑行平台，改为安装一座水上飞机弹射器。

## 舰历

### 建成后
1920年3月26日，日本海军决定建造两艘天城级战列巡洋舰（预定舰名为高雄、爱宕）以及一艘二等巡洋舰（预定舰名为由良）。并在同一天将高雄、爱宕、由良三舰录入舰艇类别登记表内。1921年5月21日，由良在佐世保海军工厂动工建造，1922年2月15日下水，1923年3月20日竣工服役。
1923年日本发生關東大地震，东京、横滨一带在地震中受到了严重的破坏。联合舰队各舰紧急前往东京湾内协助救灾。由良与战列舰雾岛、比叡，轻巡北上、名取、木曾、夕张等一同在品川区一带进行救援活动。
1927年（昭和2年）3月，南京事件发生。3月底起，日本海军陆续调派军舰前往中国各地显示武力。4月3日，立德野治郎海军少将率领由良、鬼怒驻扎在青岛坚实中国各方的动向，并从由良舰上抽调兵员组建陆战队登陆。
同年8月24日，由良参加了在岛根县美保关海湾举行的夜间无灯火演习（第八次基本演习）。时任联合舰队司令长官加藤宽治海军大将担任甲军指挥官，以第一战队（甲军旗舰長門、陆奥）、第三战队（鬼怒、阿武隈）、第四战队（金刚、比叡）、第一战队第2小队（伊勢、日向）、第六战队（由良、龙田）成单列纵队航行，而乙军（假想敌）则以第五战队（加古、古鹰、神通、那珂）以及第二水雷战队（日本海军对驱逐舰部队的称呼）从甲军右舷后方接近。伊势、由良两舰打开探照灯向乙军的第五战队第2小队（神通、那珂）进行照射，迫使暴露在探照灯光下的神通、那珂放弃对甲军舰队的攻击向右转舵。但如此一来神通、那珂就闯进了后面的第五战队第1小队（加古、古鹰）以及第26驱逐队、第27驱逐队的航线中。神通与第27驱逐队的2号舰蕨相撞、而那珂则与3号舰苇相撞，蕨当即沉没，苇则严重受损，神通、那珂也有不同程度的损坏。碰撞发生后由良等在场舰艇纷纷对失事船只进行救援。事后时任神通舰长水城圭次海军大佐自杀。此即为美保关事件。
1929年4月，日军在姊妹舰五十铃上安装的萱场式离舰推进装置（萱場式艦発促進装置）在取得弹射试验的成功后，转移到由良舰上继续试验。萱场式推进器采用弹簧作为动力推动推进器，但在经历大约四年的长期试验后依旧无法实用化，在火药式推进器实用化后，试验用的萱场式推进器随之拆除。

### 中日战争期间
1931年12月，由良编入第一舰队第三战队，时任战队司令为堀悌吉海军少将。
1932年1月28日，一·二八事變爆发。日军初期作战不利，2月2日，日本海军以第一、第二遣外舰队为基础，重新组建第三艦隊，同时紧急划拨部分舰艇（包括第三战队，下辖那珂、阿武隈、由良）至第三舰队以充实在上海的战力。2月20日，第三战队炮击狮子林炮台和浏河一带的中国军队阵地，协助日军发动反攻。
1933年7月，日军对由良进行了改装，在5、6号主炮之间安装了吴式二号三型推进器，原来的滑行导轨台也随之拆除。舰体的改动包括增大舰桥后部的甲板室，罗经舰桥加装封闭外板和帆布天篷；换装新式的3.5米测距仪；原两门76毫米高射炮改为两座双联装13毫米防空机枪，原两挺6.5毫米机枪改为7.7毫米机枪，并在原来滑行平台的位置安装一座四联装13毫米机枪。也是在1933年起，因应筑摩级防护巡洋舰陆续退役，鬼怒、由良两舰多次担任潜水战队的旗舰。比如11月，由良成为第二舰队第二潜水战队旗舰，时任战队司令为和波丰一海军少将。
1934年10月12日，日本海军举行了“昭和九年特别大演习第三期对抗演习”。在12日夜间的演习中，由良跟随在第一战队（战列舰金刚、雾岛、扶桑、日向）的后面担任后卫，在发现右前方驶近的水雷艇初雁后转舵进行照射攻击，其后丢失了日向的踪影。当晚夜空晴朗，但因为残留的烟雾导致视野受限；此外由于台风的影响，各舰操舰十分困难。20:30，由良依然在单舰搜索主力部队时，与右舷方向突然出现的第八战队的轻巡夕张发生冲撞。此前演习方面判定夕张已经被名取、长良击沉，并设定为引擎发生故障，因此事发时夕张处于中轴停止状态，只有两轴运转，这也影响了夕张采取回避措施。冲撞后由良虽然有若干凹陷和擦痕，少量设备因撞击产生弯曲，损伤总体轻微。被撞的夕张则舰首受损，多处漏水。
1935年（昭和10年）2月12日，军令部第一课内部根据拟定的1941年战时编制，对由良作为第一潜水战队旗舰，并进行改造增加航程、同时搭载至少两架水上侦察机的事宜进行了探讨。在同一时期，英国海军将一部分C级巡洋舰改造为防空巡洋舰，日本海军也据此考虑将天龙级、球磨级（5500吨级巡洋舰），以及最上级一号舰最上等一批轻巡，以及轻型航母凤翔也改装为防空舰。按设想，这批防空舰将会分为用作主力舰（战列舰）以及航空母舰的伴随防空，以及停泊地防空两类。由良这种5500吨级巡洋舰，预定将要安装65倍径九八式100毫米双联装高射炮7座计14门、25毫米双联装机枪4座计8挺以及深水炸弹60枚，公试状态7178吨，航速32.3节，续航力为3750海里/18节。不过随着丸四计划（正式名称“第四次海军军备充实计划”）开始计划建造专职用于防空的秋月級驅逐艦，这一系列的防空巡洋舰构想也随之中止。
1936年12月，由良编入第一舰队第八战队（时任战队司令为南云忠一海军少将）。
1937年，除鬼怒外的长良级5舰接受了第二次大改装。由良的改装包括将原有的3部900毫米探照灯更换成九二式1100毫米探照灯；两座双联装13毫米机枪更换为两座双联装25毫米机关炮。这次改装使得全舰满载吨位达到了将近8000吨，航速也减慢到32節（59.3每小時）。而居住条件比起改装前也要更差了。
1937年7月7日，七七事变爆发。当天第八战队（由良、名取、鬼怒）即返回佐世保，准备为海军向上海增派部队一事进行护航。同年8月9日，上海发生“大山勇夫事件”，正在佐世保待命的第八战队和第一水雷战队立即搭载着1200名海军陆战队士兵前往上海，11日晚完成登陆。13日八一三事变爆发，留守上海的日军舰艇立即投入战斗。17日早上，第八战队司令南云忠一海军少将率队（名取、由良、鬼怒、川内）进入黄浦江炮击大场、江湾一带的中国炮兵阵地。10时左右，南云又率领由良、鬼怒再次对江湾地区中国军队阵地发起攻击。22-23日，日本陆军组建的上海派遣军开始在吴淞、川沙口附近登陆，鬼怒、由良等自22日起持续炮击狮子林、浏河地区中国军队阵地，以试图分散守军注意力。日本陆军上海派遣軍司令松井石根大将搭乘由良抵近前线。11月12日中国军队撤出上海，日军随即发起追击，时值长江枯水期，日军的5500吨级巡洋舰无法进入内河，由良等舰遂返回日本本土进行检修。15日，小泽治三郎海军少将就任第八战队司令，下辖3艘轻巡（那珂、鬼怒、由良）。
1938年4月，由良奉命支援日军在中国南方的作战。第八战队归属在盐泽幸一海军中将的第五舰队旗下，10月参加支援日军在广东的战争。10月12日，第八战队护送运输船队在大亚湾登陆，14日又以海军陆战队成功登陆占领虎门炮台。
1939年11月，由良转为特别役务舰，进行修理。
1940年5月，由良成为第四舰队第5潜水战队（时任战队司令锄柄玉造海军少将）旗舰。1941年11月，由良带领潜水战队第28、29、30潜水队抵达海南岛。此前南遣舰队实力较弱，日本海军为了在美日之间战争爆发之初就迅速占领东南亚，大力增强南遣舰队，在司令长官小泽旗下，聚集着旗舰鸟海、第七战队、第三水雷战队、第4潜水战队、第5潜水战队、第12航空战队、第22航空战队等兵力。由良于是在南遣舰队中迎来了太平洋战争的爆发。

### 太平洋战争初期
太平洋战争初期，由良作为南遣舰队第5潜水战队旗舰，在战队司令醍醐忠重海军少将指挥下参加了马来亚登陆作战。12月4日早上，南遣舰队从海南岛三亚港出发，掩护山下奉文中将的第25軍所搭乘的18艘运输船。在馬來亞海戰中，由良曾于12月9日出动水上飞机搜索英国远东舰队的战列舰威尔士亲王号以及战巡反击号，但该机没有返回。随后由良又参加了进攻婆罗洲的行动。
1942年1月20日，第5潜水战队的旗舰转到了潜艇伊-65。盟军此时依然存在着数艘巡洋舰，拥有比较强大的战斗力，马来部队指挥官小泽治三郎海军中将为了准备水面舰艇的战斗，将原属于第二护卫队的由良编入了主队之中，而原本在主队内的训练巡洋舰香椎改调到第二护卫队中。2月12日，由良编入第3水雷战队（时任战队司令桥本信太郎海军少将，旗舰川内）。由良从13日开始，参加日军围堵从新加坡突围的舰艇的行动，其中川内、由良取得击沉一艘3000吨级辅助巡洋舰的战果。14日，由良带领着两艘驱逐舰（吹雪、朝雾）在蘇門答臘岛以及邦加島周边进行巡逻。当天18:50，一艘英军1000吨级炮艇袭击了日军的海上运输船队，在后方20海里处航行的由良、吹雪、朝雾三舰赶往救援，并将该艘英舰击沉。15日20:45，由良、朝雾共同击沉一艘英军杂务船；16日16:30两舰又配合捕获一艘英军炮艇；17日22:50由良单独击沉一艘英军杂务船。
2月16日18:00，小泽对护卫部队指挥官桥本作出指示，下令让由良等舰回航，准备进行爪哇岛作战。17日开始，各队各舰开始陆续往作战位置集中。2月21日，由良、第11驱逐队（吹雪、白雪、初雪）、第12驱逐队（白云、丛云）、第1扫海队、改装水上飞机母舰神川丸、加油舰鹤见编入兰印部队（入侵荷属东印度的部队，指挥官第三舰队司令长官高桥伊望海军中将，旗舰足柄）的第三护卫部队（以第5水雷战队为主，指挥官为第5水雷战队司令原显三郎海军少将，旗舰名取），参加荷蘭東印度群島戰役（日方称之为兰印作战）。由良率领第6驱逐队第1小队、第22驱逐队第2小队等护卫着今村均中将率领的陆军第16军的56艘运输船。在此期间，美英荷澳联军舰队出现，原显三郎下达进行水面战斗的指示，由良在内各舰奉命集结；但第七战队司令栗田健男则认为应当避免决战。五水战与第七战队之间电报往来频繁，导致联合舰队司令部也需要介入进行仲裁。2月28日，原下令由良返回第三水雷战队。12:15由良报告发现一艘巡洋舰、一艘驱逐舰，第七战队第1小队（熊野、铃谷）一度出动，不过后来得到“在巴达维亚入港”的侦察结果，两舰遂返回。
2月27日-28日，盟军舰队对日军进攻东爪哇的部队发起攻击，但在爪哇海战役中被日军水面舰艇部队击败，残存的舰艇开始尝试突围。3月1日，在巽他海峡战役中盟军损失了重巡休斯敦号、轻巡帕斯号，而由良没能赶上这场战斗。在同一天夜间，荷兰海军潜艇K-14号遭遇由良并发射两枚鱼雷，由良成功回避，随后协同驱逐舰长月在附近搜索并用深水炸弹还击。3月4日，由良和驱逐舰松风一同救助了在返航途中被美军潜艇鱼雷击沉的加油舰襟裳号，救起了162名落水乘员。3月4日，由良结束爪哇岛进攻作战的任务，返回新加坡，进行补给后，参与对北巽他、以及安达曼-尼科巴群岛等的进攻。
其后，马来部队指挥官小泽鉴于安达曼战役以及南方作战结束，各舰日程有余裕，于是指示把第七战队等编组成临时部队，在孟加拉灣一带进行独自作战。此时南云忠一的航母部队正在准备进行印度洋作战，马来部队在征得联合舰队司令长官山本五十六海军大将、以及南方部队指挥官、第二舰队司令长官近藤信竹海军中将的许可后，采取行动与南云机动部队遥相呼应。马来部队共分为5个分队，由良则编入中央队（鸟海、由良、轻型航母龙骧、驱逐舰夕雾、朝雾）。4月1日，马来部队航母部队从缅甸墨吉群岛出发，以轻型航母龙骧为主力的中央队击沉8艘运输船、重创8艘，并且袭击地面设施（摧毁两座油库、两座仓库），而其他各队也广为活跃，全部队获得了合计击沉21艘（13万7000吨）舰艇、重创8艘（4万7000吨）的重大战果。其中由良、龙骧（炮击）、夕雾的战果为击沉荷兰3000吨级商船一艘、3000吨级武装商船一艘、英国6000吨级武装商船一艘。
4月10日，由良在槟榔屿入港，同日重新成为第5潜水战队旗舰，从新加坡出发返回日本，同月20日抵达佐世保。由良在佐世保的整修工作一直持续至5月中旬。5月9日，由良代替在圣诞岛战役中被美军潜艇海狼号击伤的那珂，作为第四水雷战队（时任战队司令为西村祥治海军少将）的旗舰代舰。5月20日，由良抵达桂岛泊地，从驱逐舰夏云中接过四水战的旗舰位置。
5月22日-23日，由良参加联合舰队第一次应用教练。四水战各队从桂岛泊地出发，进行作战准备，其中由良26日进入吴港进行补给。28日，由良返回桂岛泊地，29日与各舰一同离开桂岛泊地，向中途岛开拨。
6月1日，四水战编制下除由良以外还有第2、4、8、9驱逐队，其中第4驱逐队担任第一航空舰队（通称南云机动部队）的近程护卫（日方称为“直卫”），第8驱逐队则调拨给第七战队，由良等则跟随攻略部队主队前进。
在中途岛海战中，四水战因为编在第二舰队为主力的攻略部队中，没有与美军航母直接交手的机会。本来如果美军航母兵力进行追击的话，担任后卫的由良很有可能要出动水上飞机参与作战，也有可能进行夜战，因此由良等舰一直实行作战警戒，不过美军航母并没有追击而是选择了退避，预计的战斗并没有发生。行动期间，由良因为引擎老旧，一度发生过故障。
6月14日，由良回到吴港，27日起在小松岛待机。6月20日，高间完海军少将接替西村担任四水战司令。接下来的时间，四水战一直在本州南岸进行反潜巡逻等活动。

### 瓜达尔卡纳尔岛战役
8月7日，盟军发起守望台行动，在瓜达尔卡纳尔岛（下简称瓜岛）以及佛罗里达群岛的图拉吉岛等进行登陆，攻占了瓜岛上日军即将建设完毕的一座机场（盟军后将其命名为亨德森机场），瓜岛战役由此爆发。盟军以及日军双方围绕着瓜岛机场的攻防、以及瓜岛周边的制空权展开了一系列的海陆空作战。
8月24-25日，日本海军组织大规模兵力试图向瓜岛运送增援部队和物资，途中遭到盟军航母部队拦截，東所羅門海戰（日方称“第二次所罗门海战”）爆发。此战中由良归属于第二舰队司令长官近藤指挥的前进舰队下，并没有经历大规模的战斗。随后日本海军为了给陆军运送增援部队、兵器、补给等又组织了数次运输船队，但移动速度缓慢的运输船在盟军空中力量（尤其是驻扎在瓜岛亨德森机场的盟军仙人掌中队）的打击下损失惨重。丧失了制空权的日军被迫停止用运输船增援瓜岛上的陆军，而是改用驱逐舰在夜间进行增援。这些本来设计为进行鱼雷战用的舰队驱逐舰虽然拥有高航速，然而舰上空间有限。盟军对此举称之为“东京快车”，日军自己则称为“鼠输送”。
9月20日，由良在内的四水战数艘舰艇编入外南洋部队（第八舰队）增援部队。当天下午，由良及第27驱逐队第1小队（时雨、白露）与前进舰队（第二舰队）分离，从油船玄洋丸获取补给后，前往肖特兰泊地，与正在所罗门海活动的夕立、有明、夕暮会合。但肖特兰此时已经暴露在盟军飞机威胁之下。9月25日早上，由良遭到美军第11飞行团的两架B-17轟炸機袭击。由良承受了3发近失弹，后部7号主炮炮身受到1颗250公斤炸弹命中。当时正从士官室出来上甲板去的由良通信长被卷入爆风之中身亡。
10月1日，日军组成增援部队挺身输送队，由良为旗舰，另有两艘潜艇、4艘驱逐舰（绫波、浦波、敷波、天雾），以及一批大发动机艇、小发动机艇等试图进行“蚁输送”。10月12日至20日，由良舰长受命为蚁输送的指挥官，舰长一职由四水战司令暂代。
此时瓜岛上的日本陆军，正极度缺乏食品弹药，又因身处茂密多雨的丛林中，而且缺乏重型装备，在面对装备精良的守岛美军时处于极大的劣势，只能苦苦支撑。第八舰队以及上级司令部第11航空舰队计划在10月13日前后，在成功压制瓜岛上的机场后，再度使用高速运输船对瓜岛进行运输；为了防卫盟军飞机的日间空袭，将要动用驱逐舰为船队提供防空炮火。
10月9日，战队司令高间为了与拉包尔的第八舰队司令部讨论安排向瓜岛运送事宜，乘坐驱逐舰五月雨从肖特兰出发，同时战队旗舰也从由良转移到五月雨上。高间返回肖特兰时乘坐的是有明，其后将其将旗转移到日军最新式的防空驱逐舰秋月级首舰秋月上。日军此次要在没有制空权的海域进行日间活动，必须要依赖秋月级这种几乎完全放弃了鱼雷战能力、改为大力强化防空性能的防空舰艇。而且秋月的旗舰能力也得到“（在短期内的话）没有大碍”的好评。
10月12日02:00，增援部队指挥官、第3水雷战队司令桥本（旗舰依然为川内）为了救援受到美军威胁的日军运输队（水上飞机母舰日进、千岁，驱逐舰秋月、绫波、白雪、丛云、朝云、夏云），派出大批兵力（川内、由良、天雾、浦波、矶波、时雨、白露）从肖特兰出发（白云、夕雾此时正在日本本土维修，不在肖特兰）。桥本在与运输队会合后，下令让由良、天雾、时雨、白露四舰参与对水上飞机母舰的护卫，自己则率领白雪、朝云、夏云、丛云赶往瓜岛救援在夜战中受重创的古鹰（其后夏云、丛云在空袭中沉没）。由良等舰则护卫着水上飞机母舰在当天14:00返回肖特兰。
10月13日夜间，日军出动战列舰金刚、榛名炮击瓜岛亨德森机场，川内、由良两舰出动了水上侦察机进行弹着点校正，而隶属衣笠、古鹰的水上飞机则负责投下照明弹协助战列舰炮击。
10月14日，桥本再次派出增援部队（轻巡川内、由良、龙田，驱逐舰朝云、白雪、晓、雷）从肖特兰出航，驶往瓜岛埃斯佩兰斯海角尝试登陆。
10月16日，联合舰队方面决定中止使用水上飞机母舰进行运输，而改为只用轻巡和驱逐舰运输，为岛上陆军的瓜岛总攻击作最后的运输准备。此时由良划入轻巡战队中（共有川内、由良、龙田）。
10月17日02:00开始，各运输队陆续从肖特兰泊地出发，当天22:00左右抵达瓜岛。输送队各舰成功将2159名陆军士兵、山炮6门、速射炮12门以及一批军需物资。
10月18日04:45，输送队在完成登陆返航途中，舒瓦瑟爾島附近遭遇美军潜艇逆戟鲸号。逆戟鲸号共发射3枚鱼雷，其中一枚命中由良左舷前方，然而这只是哑弹，由良只有淡水箱处有点进水，并没有太大损伤，也没造成速度下降。09:30输送队全体返回，中途没有遭遇盟军飞机。

### 沉没
日本海军在埃斯佩兰斯海角海战失利后，又立即派遣第三战队（战列舰金刚、榛名）以及重巡部队（鸟海、衣笠、妙高、摩耶）前往瓜岛炮击机场。日军方面深信本次炮击对亨德森机场造成了严重的破坏，盟军飞机应该难以展开活动；此外又进行了多次运输行动，岛上的日本陆军应该已经得到了充分的增强，陆军方面对总攻击已经有了很大的自信。因此日本陆海军决定在10月22日发动对亨德森机场的总攻击，不过因为陆军部队未能及时就位，因此将总攻击日期推迟到24日。联合舰队司令部为了呼应陆军的总攻击，将第三舰队（南云机动部队）以及前进部队（主要为第二舰队）派往所罗门海。
另一方面，美军南太平洋司令小威廉·哈尔西亦调动航母企业号、大黄蜂号，战列舰南达科他号等投入到战场中，双方都以航母为主力，在该区域进行索敌。
10月20日，联合舰队方面对外南洋部队指挥官、第八舰队司令长官三川军一海军中将，以及外南洋部队增援部队指挥官、三水战司令桥本，下达指示，为了呼应陆军的总攻击、配合陆军对瓜岛机场的占领，将各舰艇分配任务。第一攻击队的任务，是在西面阻击盟军舰艇、以防其逃脱；而第二攻击队则监视东面，追击逃窜的盟军舰艇；突击队则要负责消灭试图从伦加点脱逃的盟军舰艇。
由良在内的四水战（此时战队司令依然是高间，除由良外还辖有旗舰秋月，以及第2驱逐队村雨、夕立、春雨、五月雨四舰）编入第二攻击队。
10月23日15:30，第二攻击队从肖特兰泊地出发，驶向瓜岛，但因为陆军推迟了总攻击的时间，16:30第二攻击队又掉头，17:45返回肖特兰。
10月24日，外南洋部队各队从肖特兰泊地起航，再次驶向瓜岛。第二攻击队以前一天的相同阵容再次出战。突击队的3艘驱逐舰（晓、雷、白露）也领受了进攻瓜岛伦加泊地的命令，也起程向瓜岛进发。当天21:00后，瓜岛上的陆军第二师团丸山政男中将向海军发去快报，称总攻击取得了成功，已经占领瓜岛机场。第二攻击队也收到了这一讯息。各队立即根据预先制定的计划开始行动，“打扫残敌”。
10月25日03:40，由良放出九四水侦，主要是侦察敌军防御阵地以及机场情况，06:30侦察机回报“未发现美军飞机”，在海峡内也“未见敌影”。然而此时第八舰队、以及第11航空舰队收到了信息，称此前日军已占领机场的快讯是误报，目前陆军主力仍然在机场外交战。这份情报立即传达至已经进入了亨德森机场美军空袭范围内的各日军舰队。由良在内的第二攻击队随即选择后撤，而突击队的3艘驱逐舰则因为之前突入瓜岛伦加泊地、以及支援地面战斗（炮击伦加点附近的美军炮兵阵地）的命令而继续前进。而从瓜岛附近发来的侦察报告显示伦加点处存在有一艘轻巡、数艘驱逐舰在内的盟军舰队，于是第二攻击队接获命令要再次掉头，前去支援突击队的行动，而且外南洋部队也命令其支援地面进攻。
09:00，联合舰队司令长官山本命令第三舰队第二航空战队（时任战队司令角田覺治，下辖航母隼鹰）出动舰载机攻击瓜岛机场及周边美军阵地，而相对的，第二攻击队以及突击队上空完全没有日军的战斗机进行掩护，对于美军的空袭将会只能单方面挨打。此时第二攻击队收到了先行的突击队的消息称“击沉轻巡1艘、驱逐舰1艘”（实际上只是击伤了美军驱逐舰赞恩号，另击沉舰队拖船塞米诺尔号）以及沿岸巡逻艇YP-284），自身只有晓、雷受了轻伤的好消息。其后突击队通报“敌轻巡两艘向东败逃”，第二攻击队于是为了追击这两艘并不存在的敌军，而选择通过佛罗里达群岛以及馬萊塔島之间的必需号海峡。第二攻击队搜寻之后没发现这支盟军“舰队”，于是决定赶往瓜岛，预定在13:00进行炮击。
10:50第二攻击队半路上遇到了从亨德森机场飞来的5架SBD俯冲轰炸机的袭击。10:55，由良、秋月两舰先后中弹，由良方面，舰桥射击指挥室及后部机械室各一枚炸弹命中，后部机械室灌满了海水，威胁着传动轴的安全。舰上包括炮术长在内多人战死，而官兵们在受袭击后抛弃鱼雷，才避免了鱼雷殉爆。秋月则是受到两发近失弹伤害，一台舵机故障，后部两个重油油库进水，速度下降到23节。同一时间五月雨的乘员目击到由良舰桥上部受损，左舷后方破了一个大洞，舰舯发生火灾。此后第二攻击队不断受到盟军空袭：12:15来了SBD及战斗机共10架，13:30是SBD4架，15:00又来了SBD6架、15:10则是6架B-17，而由良在第一次空袭中所受的两发直接命中已经导致速度下降到23节，只能用人力操舵。12:10舰上官兵为了灭火，把轮机舱密封起来，并向后部弹药库注水，13:38最大速度下降到15节，传动轴随时都会全部失效。
第二攻击队护卫着已经严重进水、速度下降的由良，以及只能单轴运转的秋月，顶着美军的轰炸向北撤退。一路上由良的进水程度逐渐加重，速度一直在降低，沉没的可能性越来越大。海水灌满了左舷轴运用科仓库之后，又顺着电线管道涌入左舷内轴室、轴室以及左舷外轴室，导致舰艇倾斜，进水状况持续恶化。14:20战队司令高间以及舰长佐藤尝试在法拉岛附近抢滩搁浅，试图挽救由良，但是防水的措施已经用尽，也没有排水的希望，连还能不能支撑到预定的法拉岛都已经成了问题。期间高间多次请求战斗机支援，根据五月雨舰上的士官的回忆，在空袭的间隙中曾经来了20架零式战斗机，但并没有起到什么掩护作用。
盟军飞机对没有空中掩护的第二攻击队展开了一轮接一轮的反复攻击。15:10，第二攻击队承受了从瓜岛飞来的6架SBD以及从埃斯皮里图桑托岛的6架B-17的攻击。由良、秋月各挨了一枚炸弹直击，而五月雨受到一发近失弹的影响，鱼雷管前部受弹片击中起火。由良一度成功扑灭火灾，但这次命中使得大火重燃，火势从舰桥下部及中部开始向全舰蔓延，这艘军舰此时已经无法航行，也失去了等待救援的希望。根据时任机关科上村大尉的回忆，此时由良的舰舯已经弯折。15:20高间下令第2驱逐队各舰（村雨、五月雨、夕立、春雨）救助由良的乘员。16:14，高级军官们发布了全体弃舰的命令。因为此时存在殉爆的危险，只有夕立在左舷后方接舷进行救助，其他各舰则是放下舰上装载的小艇来协助救援。全部乘员撤离后，春雨奉命对由良发射鱼雷，其后夕立也对其发射了鱼雷。两舰发射的鱼雷命中了由良，从舰艏开始下沉，到18:30就只剩下舰艉还露在水面上。最后由夕立进行了炮击，19:00由良最终沉没，沉没位置为08°15′S 159°57′E / 8.250°S 159.950°E。
根据最终的战队日志记录，舰上战死者军官9人，士官及水兵45人；负伤者军官6人，士官及水兵84人（其中3人重伤）。在第一波攻击中4架俯冲轰炸机造成两发命中、数发近失，变压机械室及后部进水，射击指挥所通信装置、操舵装置失灵，消防管无法使用，下甲板第七区下方及左舷前轮机开始浸水。下午进行排水、遮防，依靠应急操舵，航速勉强恢复到16节，但航行中因为后轮机室加油泵损坏导致第二根轴烧坏，航速下降至14节。14:00有关人员判断由良最多只能再航行不超过两小时，于是试图前往法拉岛搁浅。接着在第三波空袭中美军轰炸机实行交叉夹击，对由良取得3发命中，医疗室及第3、4号炮塔起火，第2、3号锅炉舱损坏，正在试图灭火的时候消防泵失灵，第2、3号炮塔先后发生殉爆，火势愈加猛烈终至失控。
由良沉没后，日军舰队上空飞来了一架水上飞机。该机是由良的舰载机，该机本来在雷加达泊地待机，13:30高间请求空中支援时应召前来，在由良的沉没地点盘旋了一阵后，离开了战斗空域。各舰救助上来的由良乘员全部转给秋月收容，而秋月此时也已经中弹受损，最高航速只有22节，战队旗舰只好转移到村雨上。时任第八舰队参谋长大西新藏要求对正从战场脱离的第二攻击队提供空中掩护，时任第11航空舰队司令长官草鹿任一直接回答“不可能”，拒绝了这一要求（当时日军飞机正在瓜岛上空交战中）。26日，外南洋部队水面部队返回肖特兰；27日，由良残存的水上飞机奉命补充给重巡衣笠。
1942年11月20日，有关方面将由良从海军中除籍，并从军舰名录中除去。

## 历代舰长
下表主要根据《艦長たちの軍艦史》155-157页、《日本海軍史》第9、10卷《将官履歴》一节，以及《官報》整理。

### 舾装长
1. 小副川敬治 海军大佐：1922年2月16日 - 11月1日[161]

### 舰长
1. 小副川敬治 海军大佐：1922年11月1日 - 1923年12月1日
2. 石川清 海军大佐：1923年12月1日 - 1924年11月1日
3. 中原市介 海军大佐：1924年11月1日 - 1925年7月2日
4. （兼）重冈信治郎 海军大佐：1925年7月2日 - 8月25日
5. 小槙和辅 海军大佐：1925年8月25日 - 1926年11月1日
6. 丰田副武 海军大佐：1926年11月1日 - 1927年11月15日
7. 池田武义 海军大佐：1927年11月15日 - 1928年12月10日
8. 大田垣富三郎 海军大佐：1928年12月10日 - 1929年11月1日
9. 和田专三 海军大佐：1929年11月1日 - 1930年12月1日
10. 小仓万次郎 海军大佐：1930年12月1日 - 1931年12月1日
11. 谷本马太郎 海军大佐：1931年12月1日 - 1932年12月1日
12. 富田贵一 海军大佐：1932年12月1日 - 1933年6月15日
13. 杉山六藏 海军大佐：1933年6月15日 - 1933年11月15日
14. 春日笃 海军大佐：1933年11月15日 - 1934年11月1日
15. 若林清作 海军大佐：1934年11月1日 - 1935年10月25日
16. 友成佐市郎 海军大佐：1935年10月25日 -
17. 德永荣 海军大佐：1937年12月1日 -
18. 市冈寿 海军大佐：1938年11月15日 -
19. 鱼住治策 海军大佐：1939年11月1日 -
20. 三好辉彦 海军大佐：1941年9月1日 -
21. 佐藤四郎 海军大佐：1942年4月20日 -

## 同级舰
- 长良号轻巡洋舰
- 五十铃号轻巡洋舰
- 名取号轻巡洋舰
- 鬼怒号轻巡洋舰
- 阿武隈号轻巡洋舰